# Mormonia powelli
Mormonia powelli là một loài bướm đêm trong họ Noctuidae.